# Parectecephala hardyi
Parectecephala hardyi är en tvåvingeart som beskrevs av Spencer 1986. Parectecephala hardyi ingår i släktet Parectecephala och familjen fritflugor. Inga underarter finns listade i Catalogue of Life.